# شاهدی
شاهدی (به انگلیسی: Shahada) یک منطقهٔ مسکونی در هند است که در بخش نندوربار واقع شده‌است. شاهدی ۲٫۰۴ کیلومتر مربع مساحت و ۶۱٬۳۷۶ نفر جمعیت دارد و ۱۳۸ متر بالاتر از سطح دریا واقع شده‌است.